# E-Prix di Roma 2018
L'E-Prix di Roma 2018 è stato il settimo appuntamento della quarta stagione del campionato di Formula E, destinato ai soli veicoli elettrici, nonché il primo a svolgersi in Italia. La gara è stata vinta da Sam Bird, su DS Virgin Racing, che ha conquistato la sua seconda vittoria stagionale, dopo che Felix Rosenqvist aveva ottenuto la pole position.

## Risultati[1]

### Qualifiche
| Pos.                        | N. | Pilota                 | Squadra          | Qualifica | Gap     | SuperPole | Gap    | Griglia |
| --------------------------- | -- | ---------------------- | ---------------- | --------- | ------- | --------- | ------ | ------- |
| 1                           | 19 | Felix Rosenqvist       | Mahindra         | 1:36.683  | +0.090  | 1:36.311  | —      | 1       |
| 2                           | 2  | Sam Bird               | DS Virgin Racing | 1:36.901  | +0.308  | 1:36.987  | +0.676 | 2       |
| 3                           | 20 | Mitch Evans            | Jaguar           | 1:36.911  | +0.318  | 1:37.199  | +0.888 | 3       |
| 4                           | 18 | André Lotterer         | Techeetah        | 1:36.593  | —       | 1:37.235  | +0.924 | 4       |
| 5                           | 9  | Sébastien Buemi        | Renault-e.Dams   | 1:36.732  | +0.139  | 1:37.817  | +1.506 | 5       |
| 6                           | 1  | Lucas Di Grassi        | Audi Sport ABT   | 1:36.973  | +0.380  |           |        | 6       |
| 7                           | 16 | Oliver Turvey          | NIO              | 1:37.045  | +0.452  |           |        | 7       |
| 8                           | 25 | Jean-Éric Vergne       | Techeetah        | 1:37.055  | +0.462  |           |        | 8       |
| 9                           | 66 | Daniel Abt             | Audi Sport ABT   | 1:37.117  | +0.524  |           |        | 9       |
| 10                          | 23 | Nick Heidfeld          | Mahindra         | 1:37.365  | +0.772  |           |        | 10      |
| 11                          | 36 | Alex Lynn              | DS Virgin Racing | 1:37.546  | +0.953  |           |        | 11      |
| 12                          | 27 | Tom Blomqvist          | Andretti         | 1:37.561  | +0.968  |           |        | 12      |
| 13                          | 3  | Nelson Piquet Jr.      | Jaguar           | 1:38.066  | +1.473  |           |        | 13      |
| 14                          | 5  | Maro Engel             | Venturi          | 1:38.212  | +1.619  |           |        | 14      |
| 15                          | 8  | Nico Prost             | Renault-e.Dams   | 1:38.410  | +1.817  |           |        | 15      |
| 16                          | 7  | Jérôme d'Ambrosio      | Dragon Racing    | 1:42.003  | +5.410  |           |        | 18      |
| Tempo limite 110%: 1:46.252 |    |                        |                  |           |         |           |        |         |
| 17                          | 4  | Edoardo Mortara        | Venturi          | 1:47.802  | +11.209 |           |        | 16      |
| 18                          | 36 | Luca Filippi           | NIO              | 2:09.829  | +33.236 |           |        | 17      |
| 19                          | 6  | José María López       | Dragon Racing    | —         | —       |           |        | 19      |
| 20                          | 28 | António Félix da Costa | Andretti         | —         | —       |           |        | 20      |

### Gara
| Pos. | N. | Pilota                 | Squadra          | Giri | Tempo/Ritiro          | Griglia | Punti |
| ---- | -- | ---------------------- | ---------------- | ---- | --------------------- | ------- | ----- |
| 1    | 2  | Sam Bird               | DS Virgin Racing | 33   | 58:20.656             | 2       | 25    |
| 2    | 1  | Lucas Di Grassi        | Audi Sport ABT   | 33   | +0.970                | 6       | 18    |
| 3    | 18 | André Lotterer         | Techeetah        | 33   | +9.518                | 4       | 15    |
| 4    | 66 | Daniel Abt             | Audi Sport ABT   | 33   | +10.167               | 9       | 13    |
| 5    | 25 | Jean-Éric Vergne       | Techeetah        | 33   | +17.444               | 8       | 10    |
| 6    | 9  | Sébastien Buemi        | Renault-e.Dams   | 33   | +19.835               | 5       | 8     |
| 7    | 7  | Jérôme d'Ambrosio      | Dragon Racing    | 33   | +24.379               | 18      | 6     |
| 8    | 5  | Maro Engel             | Venturi          | 33   | +26.350               | 14      | 4     |
| 9    | 20 | Mitch Evans            | Jaguar           | 33   | +37.709               | 3       | 2     |
| 10   | 4  | Edoardo Mortara        | Venturi          | 33   | +40.739               | 16      | 1     |
| 11   | 28 | António Félix da Costa | Andretti         | 33   | +42.680               | 20      |       |
| 12   | 16 | Oliver Turvey          | NIO              | 33   | +48.833               | 7       |       |
| 13   | 68 | Luca Filippi           | NIO              | 33   | +49.331               | 17      |       |
| 14   | 8  | Nico Prost             | Renault-e.Dams   | 33   | +1:13.880             | 15      |       |
| 15   | 27 | Tom Blomqvist          | Andretti         | 33   | +1:31.832             | 12      |       |
| 16   | 23 | Nick Heidfeld          | Mahindra         | 33   | +1:44.774             | 10      |       |
| 17   | 6  | José María López       | Dragon Racing    | 29   | Incidente             | 19      |       |
| Rit  | 19 | Felix Rosenqvist       | Mahindra         | 22   | Sospensione/Incidente | 1       | 3     |
| Rit  | 3  | Nelson Piquet Jr.      | Jaguar           | 18   | Cinture di sicurezza  | 13      |       |
| Rit  | 36 | Alex Lynn              | DS Virgin Racing | 15   | Incidente             | 11      |       |

## Classifiche
Classifica Piloti
| +/– | Pos | Pilota           | Punti     |
| --- | --- | ---------------- | --------- |
|     | 1   | Jean-Éric Vergne | 119       |
| 1   | 2   | Sam Bird         | 101 (–18) |
| 1   | 3   | Felix Rosenqvist | 82 (–37)  |
|     | 4   | Sébastien Buemi  | 60 (–59)  |
| 2   | 5   | Daniel Abt       | 50 (–69)  |

Classifica Squadre
| +/– | Pos | Squadra          | Punti     |
| --- | --- | ---------------- | --------- |
|     | 1   | Techeetah        | 152       |
| 1   | 2   | DS Virgin Racing | 118 (–34) |
| 1   | 3   | Mahindra         | 103 (–49) |
| 2   | 4   | Audi Sport ABT   | 89 (–63)  |
| 1   | 5   | Jaguar           | 88 (–64)  |

## Altre gare
- E-Prix di Città del Messico 2018
- E-Prix di Punta del Este 2018
- E-Prix di Parigi 2018